# Музей Уганды
Музей Уганды (англ. The Uganda Museum) открыт в 1908 в Кампале для собирания, изучения, документирования и экспонирования культурного и исторического наследия Уганды.

## О музее
В экспозиции музея представлены предметы археологического, палеонтологического и историко-этнографического характера.
Музей открыт для посещения ежедневно с 10 до 18 часов.

## История
Музей открылся в 1908 году в Храме сикхов, расположенном в Форте Лугарда на старом холме Кампалы. В 1941 году музей переехал в Школу изящных искусств Макерере. В 1954 году — очередной переезд, на текущее местоположение на холме Китанте.
В 2011 году возник вопрос возможного сноса здания музея и строительства на его территории 60-этажного торгового центра, в котором два этажа могли бы быть выделены для музея. Эти планы вызвали у угандийской общественности глубокую обеспокоенность, которая, в первую очередь, связана с тем, что при подобных работах может быть безвозвратно утрачена существенная часть хрупкого исторического наследия.